# Amerikanskt häggkörsbär
Amerikanskt häggkörsbär (Prunus pensylvanica) är en rosväxtart som beskrevs av Carl von Linné d.y.. Enligt Catalogue of Life ingår Amerikanskt häggkörsbär i släktet prunusar och familjen rosväxter, men enligt Dyntaxa är tillhörigheten istället släktet prunusar och familjen rosväxter. Arten är reproducerande i Sverige. Utöver nominatformen finns också underarten P. p. saximontana.

## Bildgalleri

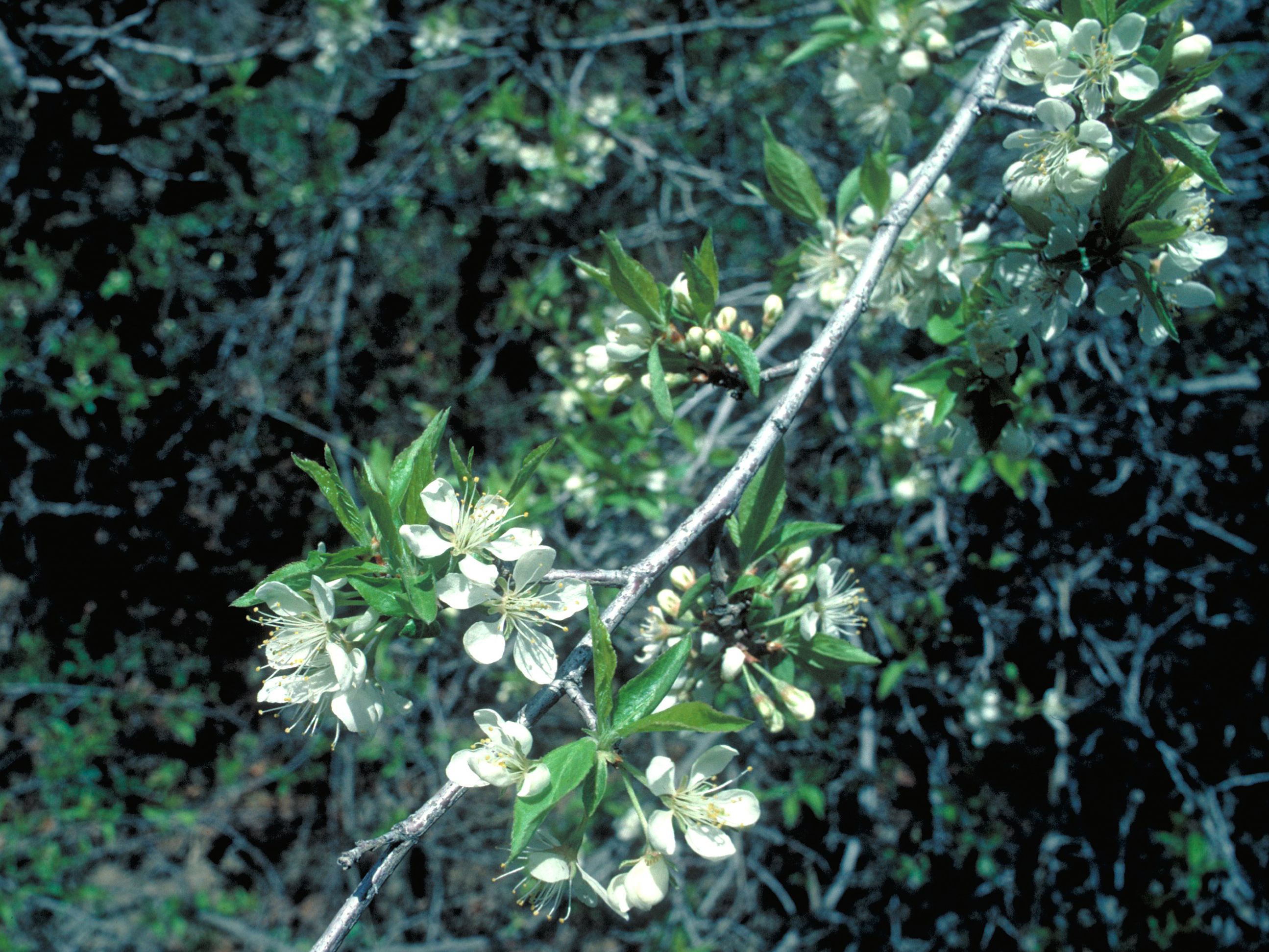
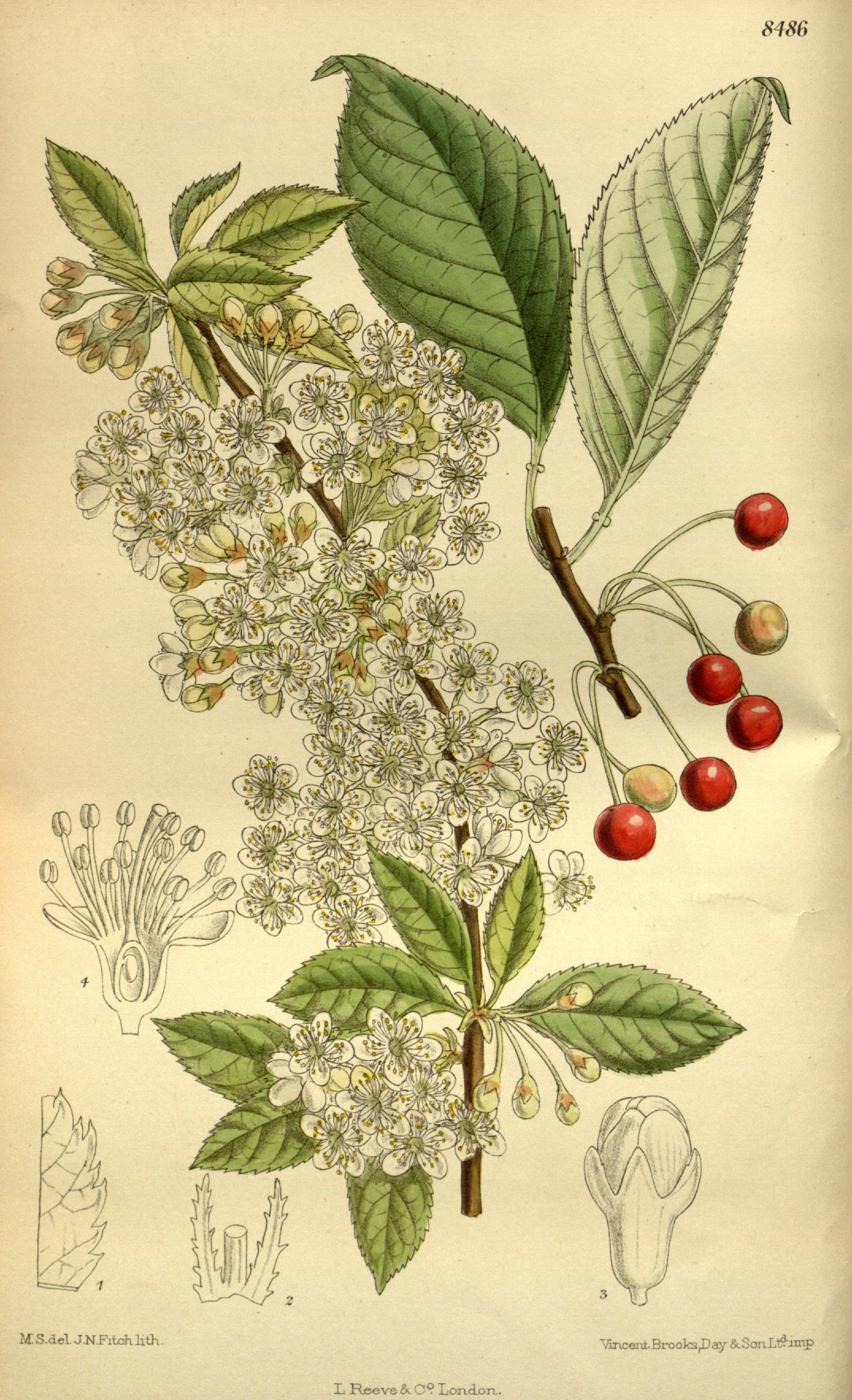
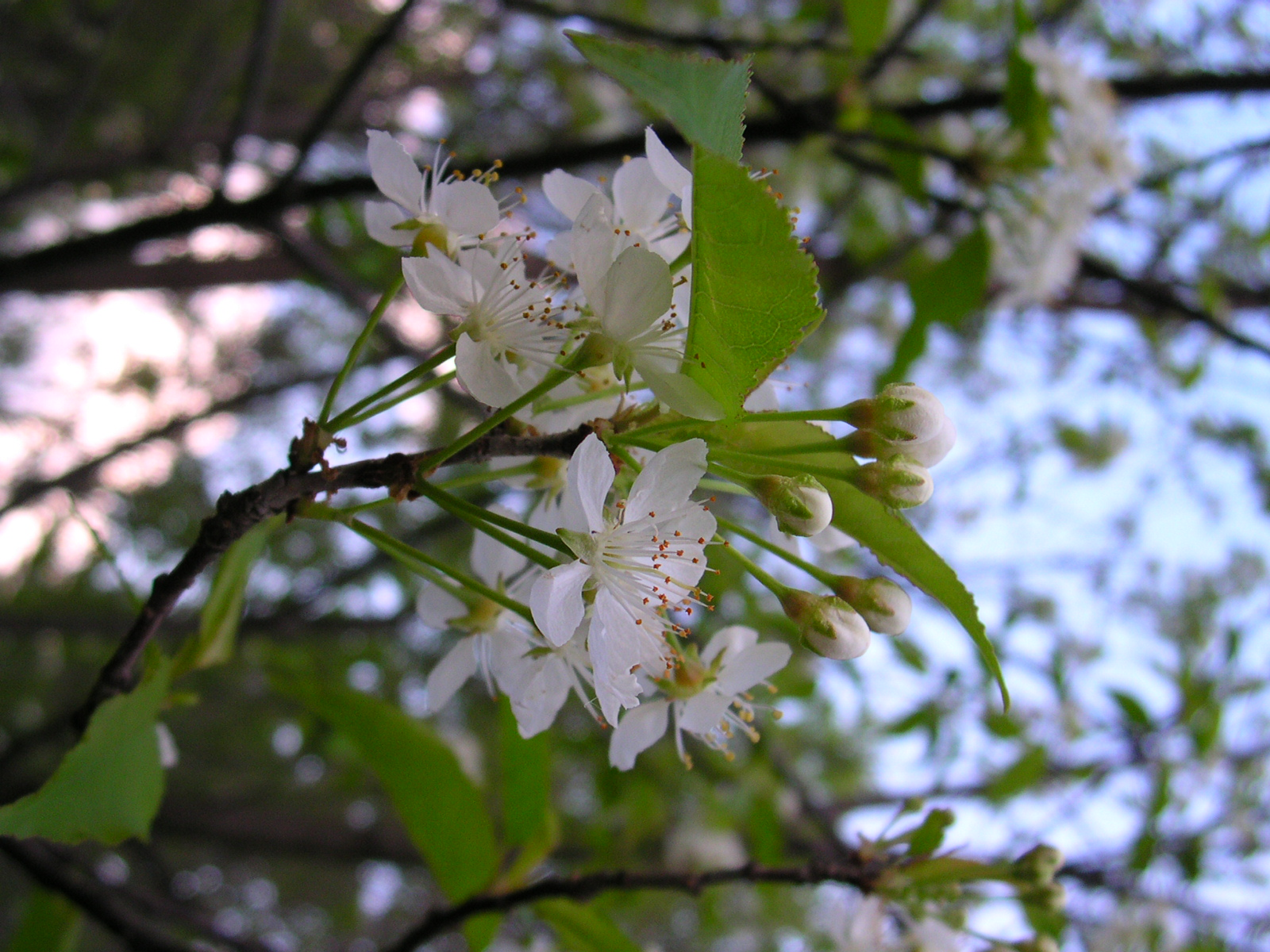
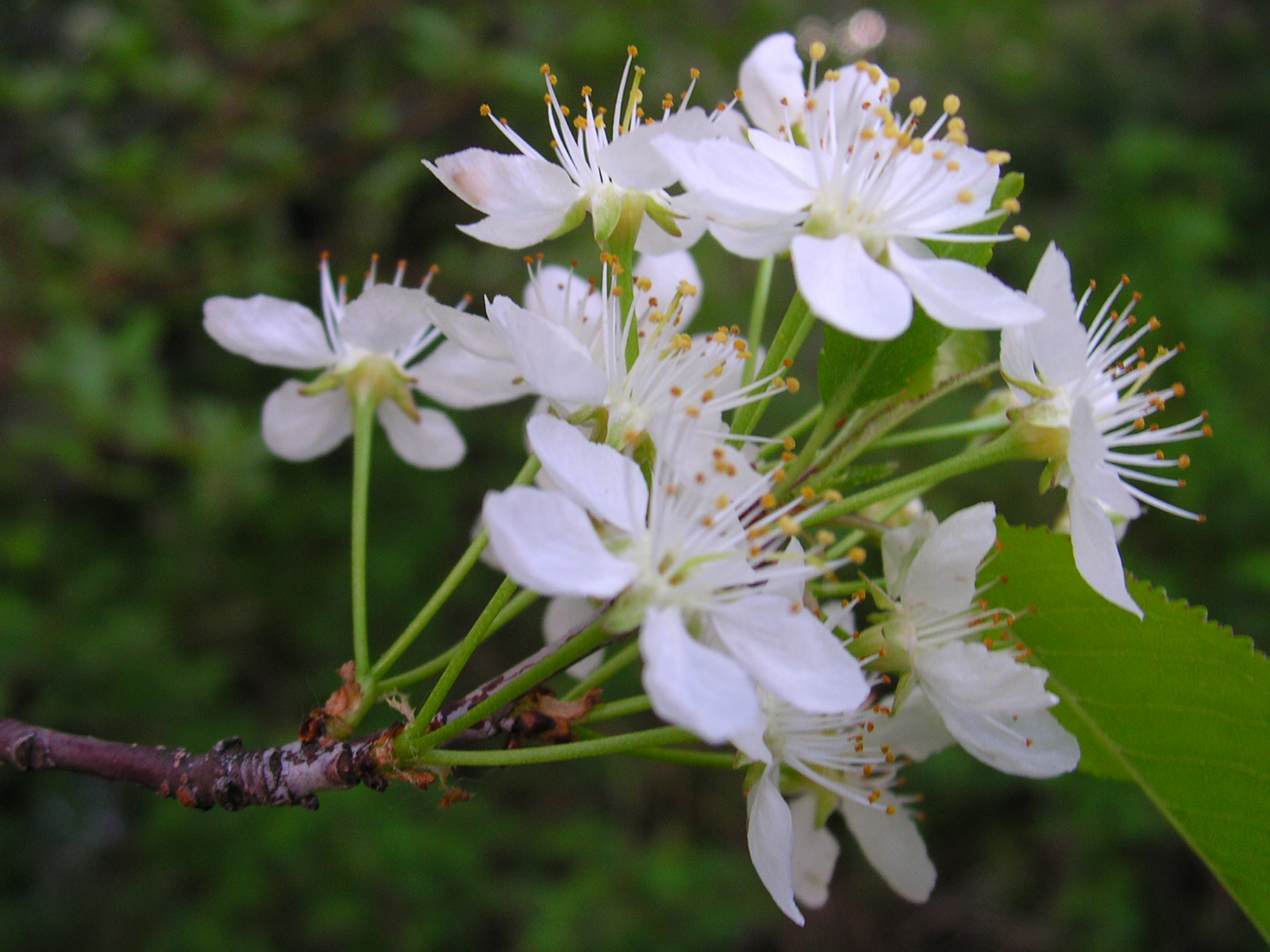
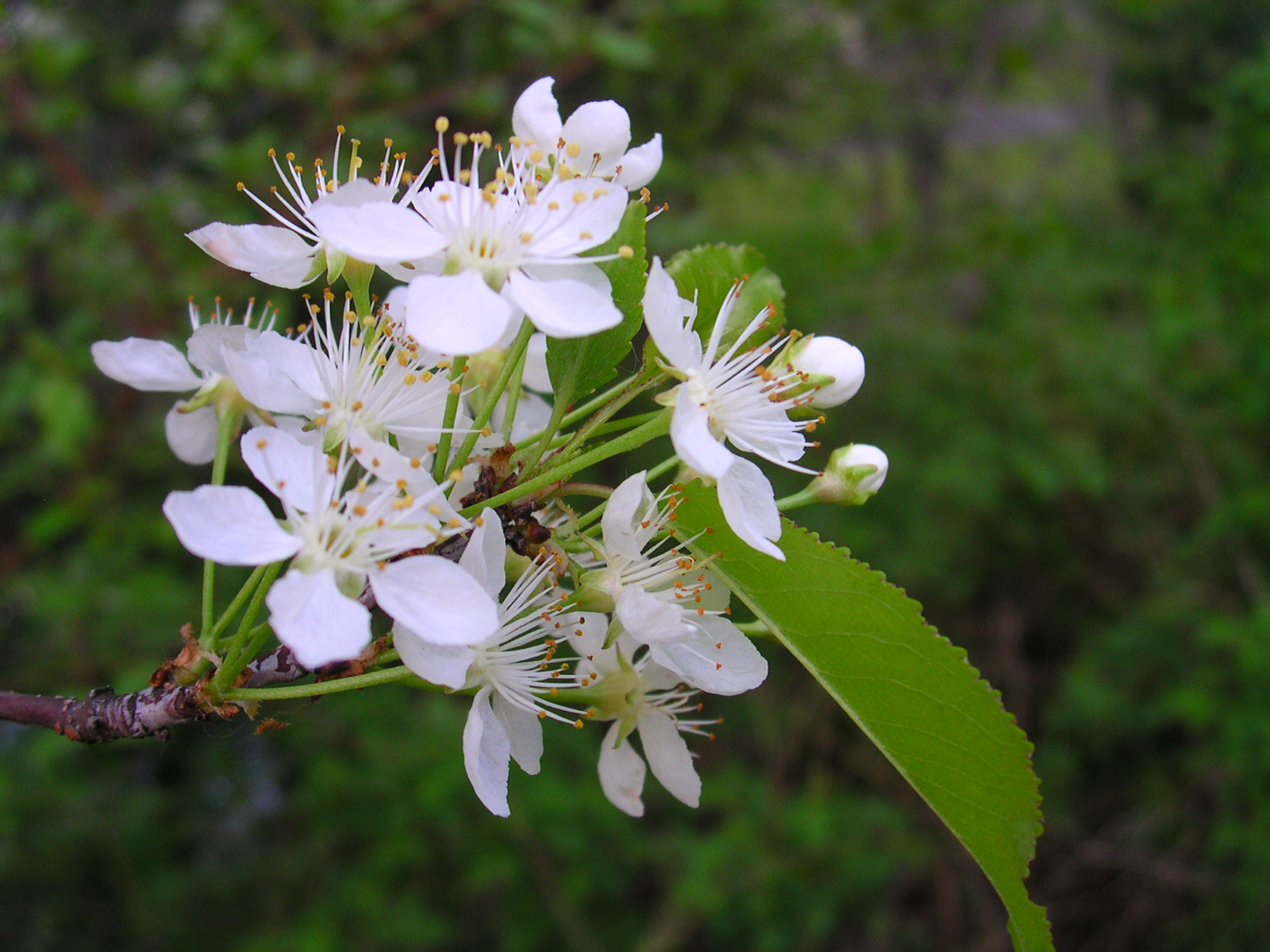
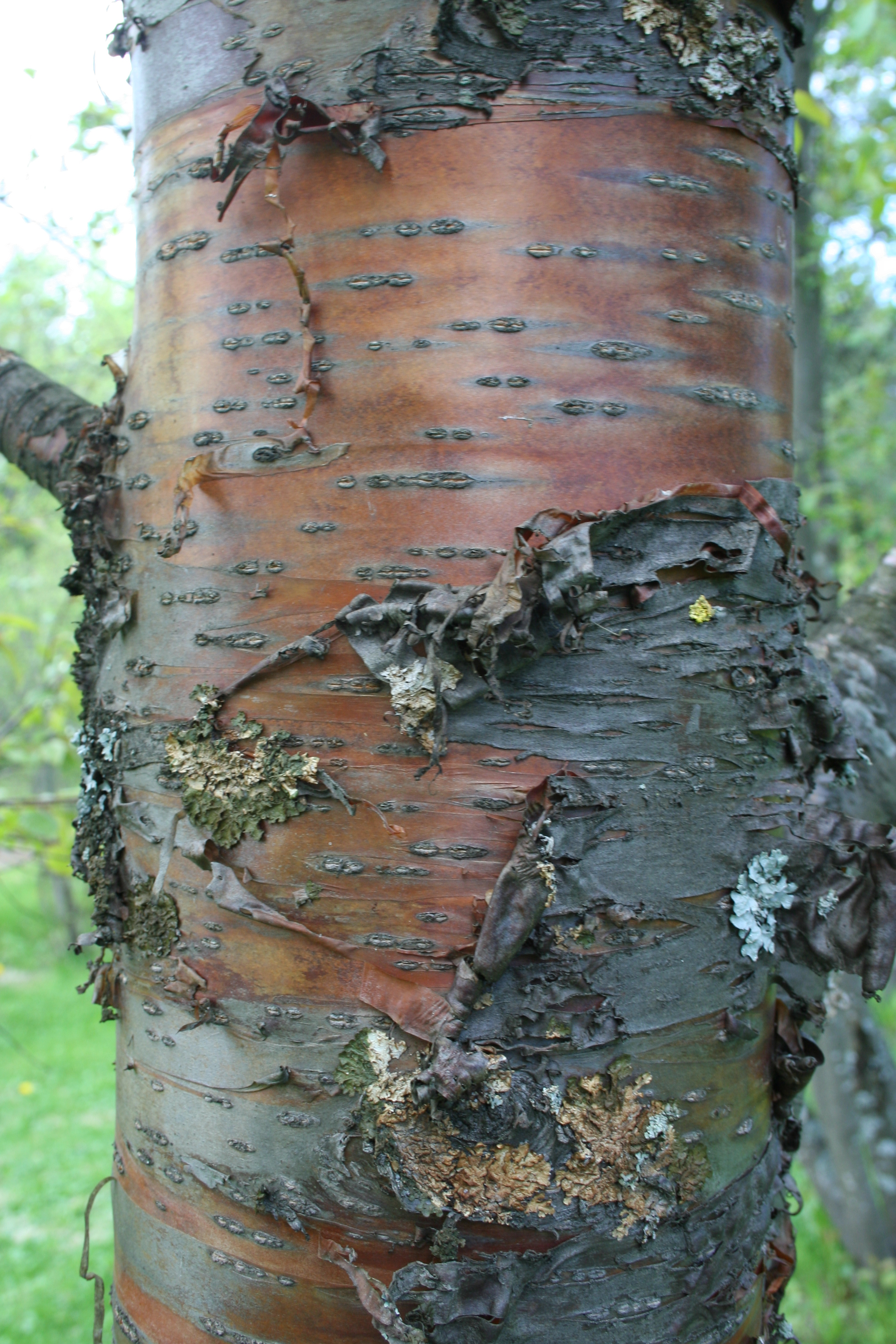